# 戴慧思 (政治人物)
戴慧思 CM（1953年2月27日—），加拿大政治人物，1997－2015年間以新民主黨黨員身份擔任加拿大國會下議院溫哥華東選區議員，2003－2011年間出任該黨的下議院領袖，2007－2015年間則任該黨的共同副黨魁。晉身聯邦政壇之前，她曾於1982－1993年間出任溫哥華市議員。

## 早年和個人生活
戴慧思生於英國奧爾德肖特，父親為英國陸軍少校，1968年舉家移居加拿大，翌年落戶卑詩省溫哥華。在父親介紹下，戴慧思結識了艾力信（Bruce Eriksen），兩人熱衷於市中心東端社區工作。她一度就讀卑詩大學，其後退學並全身投入社區工作，1973年與艾力信等人創立市中心東端住客協會（Downtown Eastside Residents' Association），往後九年間她為該機構任職社區工作者。在戴慧思和該會成員爭取下，去向成疑的卡内基圖書館大樓獲原址保留並改建成卡内基社區中心，為市中心東端的低收入人士提供活動空間。
戴慧思與艾力信經歷24年普通法婚姻，直至他於1997年因癌症去世為止，兩人育有一子。她於2001年成為加拿大首位公開同性伴侶關係的女性國會議員。

## 從政

### 市級政治
戴慧思分別於1976年和1978年競逐溫哥華市議會議席，但皆告落選。她於1980年改為競逐溫哥華公園局委員並告當選，首度出任民選公職。1982年她代表進步選民聯盟競選溫哥華市議員，這次則成功當選，並於往後四次市選中順利連任市議員。她於1993年市選代表進步選民聯盟競逐溫哥華市長，但敗於歐文（Philip Owen）。此後她曾於1994－1997年間受聘於卑詩醫院僱員工會，出任人力資源統籌員和人權申訴專員等職務。

### 聯邦政壇
戴慧思於1997年聯邦大選中代表加拿大新民主黨競逐國會下議院溫哥華東選區議席並告當選，首度晉身國會，往後五次聯邦大選（2000年、2004年、2006年、2008年和2011年）皆在該選區連任下議員。她曾在下議院出任新民主黨評議員，先後覆蓋人力資源發展、加拿大祖裔文化、公民及移民、司法和衛生等議題。她於2000年獲任為新民主黨的下議院副黨鞭，2003年則改任該黨的下議院領袖至2011年，2007年起兼任該黨的共同副黨魁。
毒品政策為戴慧思熱衷關注的議題之一；她支持透過發放處方海洛英和設立安全注射中心等措施來治療毒品用者。在戴慧思周旋下，時任聯邦自由黨政府於2003年同意豁免Insite受《受管制藥物與物質法令》第56章監管，Insite遂獲准在溫市中心東端投入運作，成為北美首間安全注射中心。
她於2010年受訪時表示認為以色列自1948年立國起便已佔據巴勒斯坦領土，引發時任保守黨籍總理哈珀和自由黨外交評議員李博等人批評。事後她在《渥太華公民報》撰文就此致歉，並表示她支持兩國方案。
新民主黨黨魁林頓於2011年去世後，時任共同副黨魁的戴慧思一度考慮競逐黨魁職務，但其後則表示不會參選，並謂她不黯法語為一大障礙。她在該屆下議院出任官方反對黨衛生評議員，2014年在下議院提出動議向反應停事件受害者提供協助，動議獲該院一致支持。
2014年12月，戴慧思宣布不會在來屆聯邦大選中競逐連任溫哥華東選區下議員，其18年國會議員生涯遂於2015年告終。

## 退出政治
她於2018年2月表示考慮在同年市選中競逐溫哥華市長，但沒有參選，並支持同樣曾以聯邦新民主黨黨員身份擔任國會議員的甘迺迪競選；甘迺迪最終在該屆市選當選溫市市長。
她於2016年獲頒加拿大員佐勳章，再於2019年出版自傳。

## 榮譽

### 殊勳
| 綬帶 | 勳章                   | 注釋                                     |
|      | 加拿大員佐勳章（C.M.） | - 2016年11月18日頒發 - 2018年5月10日敘任 |

## 著作
- Davies, Libby. . Between the Lines. 2019. ISBN 9781771134453.

## 外部連結
- （英文）加拿大國會圖書館網站 戴慧思議員簡介 （页面存档备份，存于）